# アジアクロスカントリーラリー

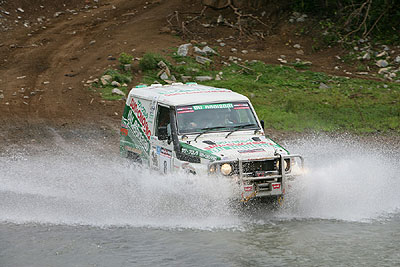
2008年大会に参戦するトヨタ・ランドクルーザー80（#8 チームあきんど号 with サン・クロレラ）

アジアクロスカントリーラリー（英語: Asia Cross Country Rally、略称: アジアンラリー、AXCR）は、東南アジアで開催されるR1ジャパン主催のFIA・FIM公認の国際クロスカントリーラリー（ラリーレイド）である。

## 概要

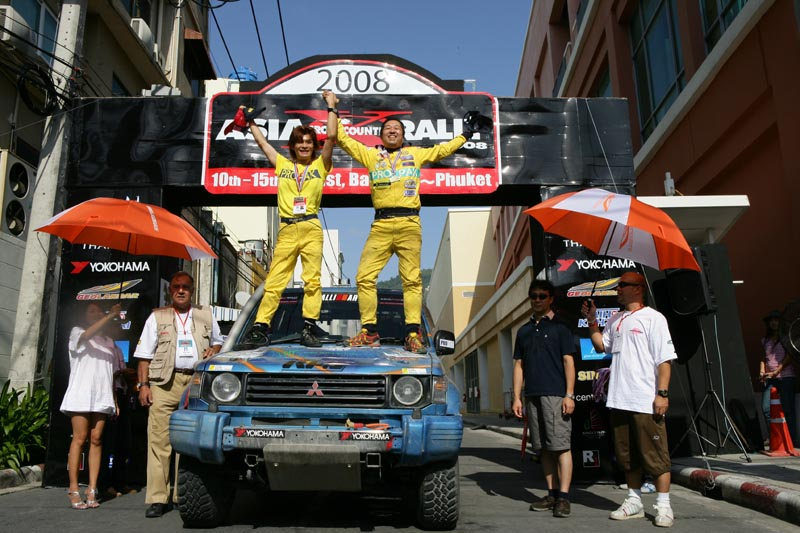
2008年大会のポディウム

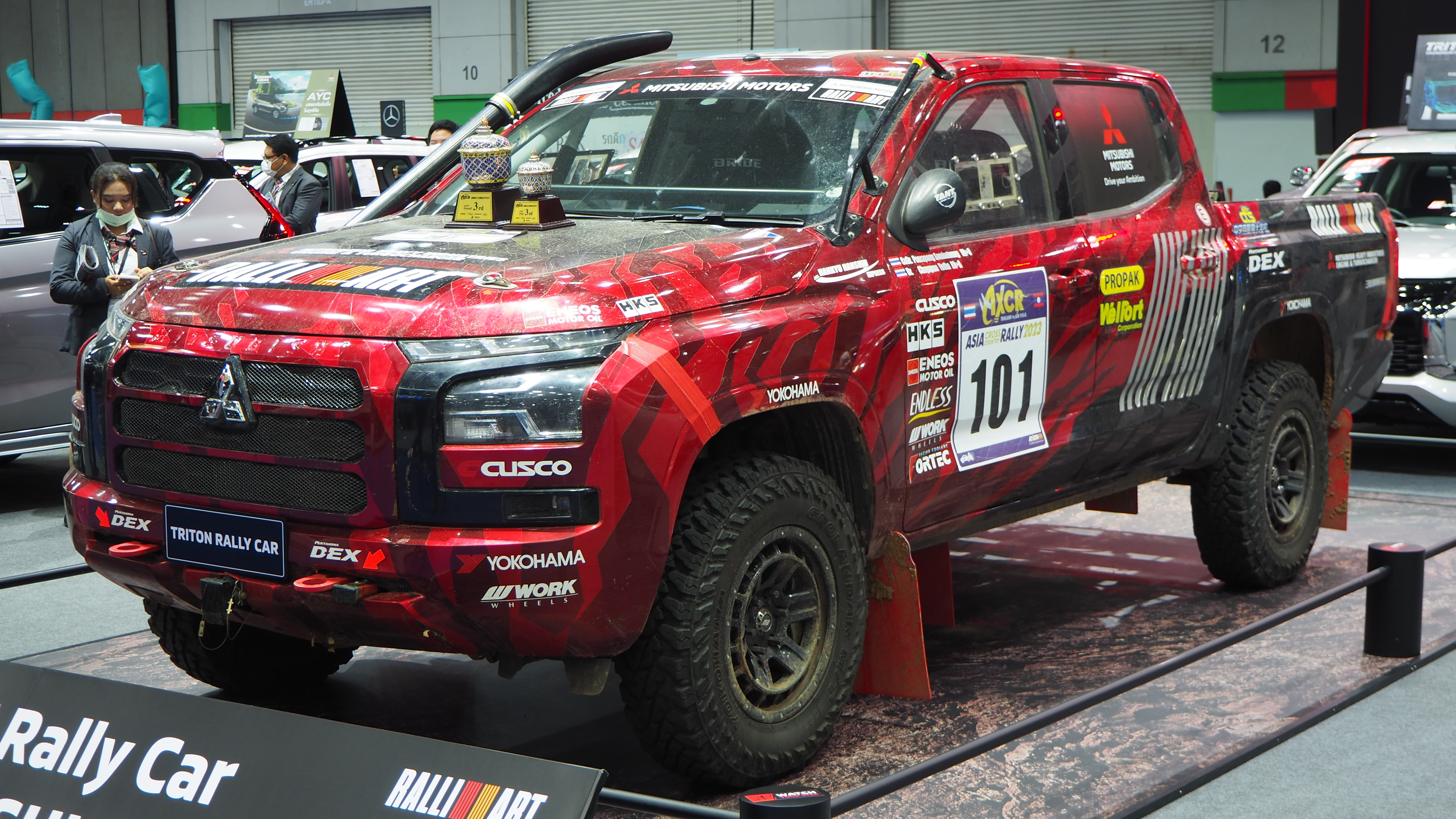
2023年大会の三菱・トライトン

第1回大会は1996年8月に開催され、以降毎年8月に開催されている。通過ルートは年にもよるが、タイ、マレーシア、シンガポール、中華人民共和国（雲南省）、ラオス、ベトナム、カンボジア、ミャンマーなど8か国に及ぶ
日本企業が運営やスポンサーに多く関わっており、また日本車・日本チームの参加も多いため、公式サイトには特別に日本語版も用意されている。これまでに元F1ドライバーの片山右京や、元GPライダーで車椅子ドライバーの青木拓磨、ダカール・ラリーおよびWRCアイボリー・コースト総合優勝の篠塚建次郎、PWRC王者の新井敏弘、バハ1000ドライバーの塙郁夫、APRC王者の田口勝彦、D1グランプリ王者の川畑真人、俳優の哀川翔、タレントのヒロミらが参加している。また女性選手の参戦も多い。
日本メーカーが東南アジアメインで生産・販売しているSUVやピックアップトラックの参戦が多いのも特徴で、中でも現在の日本国内のレースシーンでは見られなくなったいすゞが現地法人によって活躍しているのは特筆すべき点といえる。
元々は四輪専用のラリーであったが、池町佳生や江連忠男などのライダーの要望に応えて二輪部門が2012年に設立され、池町が初代優勝者となった。また国際的に活躍するサイドカーレーサーの渡辺正人/大関政広組が、2017年からオフロード用サイドカーを唯一持ち込んで毎年参戦している。

### 開催体制
- 〔主催〕R1ジャパン
- 〔公認〕国際自動車連盟 (FIA) 、国際モーターサイクリズム連盟 (FIM) 、タイ王室自動車連盟 (RAAT)
- 〔後援〕タイ国政府観光庁
- 〔協賛〕プロパック、ウェルフォート、中央自動車大学校

## 歴代優勝者

### 四輪
| 年   | ドライバー                   | コドライバー                                                  | マシン                       |
| ---- | ---------------------------- | ------------------------------------------------------------- | ---------------------------- |
| 2024 | マナ・ポーンシリチャード     | キティサック・クリンチャン                                    | トヨタ・ハイラックス レボ    |
| 2023 | 青木拓磨                     | イッティポン・シマラックス ソンウット・ダンピファトランクーン | トヨタ・フォーチュナー       |
| 2022 | チャヤポン・ヨーター         | ピーラポン・ソムバットウォン                                  | 三菱・トライトン             |
| 2019 | ヌタポン・アングリットハノン | ピーラポン・ソムバットウォン                                  | いすゞ・D-MAX                |
| 2018 | ヌタポン・アングリットハノン | ピーラポン・ソムバットウォン                                  | いすゞ・D-MAX                |
| 2017 | ヌタポン・アングリットハノン | ピーラポン・ソムバットウォン                                  | いすゞ・D-MAX                |
| 2016 | ヌタポン・アングリットハノン | ピーラポン・ソムバットウォン                                  | いすゞ・D-MAX                |
| 2015 | ヌタポン・アングリットハノン | ピーラポン・ソムバットウォン                                  | いすゞ・D-MAX                |
| 2014 | ヌタポン・アングリットハノン | ピーラポン・ソムバットウォン                                  | トヨタ・ハイラックスヴィーゴ |
| 2013 | Paitoon THAMMASIRIKUL        | Thanyaphat MEENIL                                             | いすゞ・D-MAX                |
| 2012 | ヌタポン・アングリットハノン | キティサック・クリンチャン                                    | トヨタ・ハイラックスヴィーゴ |
| 2011 | ラタポ・プンチュアルエア     | ソムカ・ノイチャード                                          | いすゞ・D-MAX                |
| 2010 | Chamnan ON-SRI               | Cholanut PHOPIPAT Sakol KLAHARN                               | 三菱・トライトン             |
| 2009 | 新堀忠光                     | Athikij Srimongkol                                            | いすゞ・D-MAX                |
| 2008 | Noppadol SUDKAEO             | Thathchai MEENIL                                              | いすゞ・D-MAX                |
| 2007 | Worawat Yingsakul            |                                                               |                              |
| 2006 | 新堀忠光                     | イッティポン・シマラックス                                    | トヨタ・ハイラックスヴィーゴ |
| 2005 | ชูศักดิ์ ทรรศนะวิริยกุล             |                                                               |                              |
| 2004 | วรพจน์ บุญช่วยเหลือ              |                                                               |                              |
| 2003 | วรพจน์ บุญช่วยเหลือ              |                                                               |                              |

- 2020年・2021年大会ははCOVID-19のパンデミックに伴い休止。

### 二輪
| 年   | ライダー                 | メーカー     |
| ---- | ------------------------ | ------------ |
| 2024 | 松本典久                 | KTM          |
| 2023 | ジャクリット・ジャワテル | KTM          |
| 2022 | 西村裕典                 | ハスクバーナ |
| 2019 | ジャクリット・ジャワテル | KTM          |
| 2018 | 池町佳生                 | KTM          |
| 2017 | ジャクリット・ジャワテル | KTM          |
| 2016 | ジャクリット・ジャワテル | ヤマハ       |
| 2015 | 池町佳生                 | ガスガス     |
| 2014 | 前田啓介                 | KTM          |
| 2013 | オーレ・オルソン         | KTM          |
| 2012 | 池町佳生                 | ヤマハ       |

## DVD
アジアクロスカントリーラリー2018（2019年2月発売）
- MUSIC by：Mitchy Asai (M's Works) 、Yuusuke.S、新井大樹 (RED CARD GENIUS)
- CAM：Takeshi Muramatsu
- 協力：タイ国政府観光庁、R1ジャパン
- Photo：R1ジャパン、Office Mission
- 編集：Takeshi Muramatsu
- 企画・製作・発表：株式会社オフィスミッション
- 製作協力：タイ国政府観光庁、株式会社R1ジャパン
- Total Management Supplier：企画 / 著作：Office Mission